# Cheilosia urbana
Cheilosia urbana là một loài ruồi trong họ Ruồi giả ong (Syrphidae). Loài này được Meigen mô tả khoa học đầu tiên năm 1822. Cheilosia urbana phân bố ở vùng Cổ Bắc giới (Đan Mạch)